# Alleyway
Alleyway (アレイウェイ?) è un videogioco d'azione del 1989 sviluppato da Nintendo Research & Development 1 e Intelligent Systems e pubblicato da Nintendo per Game Boy. Il clone di Breakout è uno dei titoli di lancio della console portatile in Giappone. Nel 2011 il videogioco è stato distribuito per Nintendo 3DS tramite Virtual Console.
Il nome Alleyway, in italiano "corridoio", è un riferimento all'interno del gioco in merito alla navicella spaziale del giocatore (rappresentata da una sorta di racchetta) che vi deve passare attraverso.

## Modalità di gioco
L'obiettivo del gioco è di distruggere tutti i mattoni distruttibili in ogni livello usando una pallina e una racchetta rettangolare evitando di far cadere la palla in fondo allo schermo come in Breakout. La velocità della racchetta può essere regolata tenendo premuto il tasto B o A e il tasto direzione.
La racchetta si può muovere solo in orizzontale a un'altezza prefissata. All'inizio di una nuova vita il giocatore può riposizionare la racchetta dove vuole sulla linea orizzontale prefissata. Quando rilasciata, la palla incomincerà muovendosi sempre con un angolo di 45° sopra la racchetta. È possibile perdere la pallina massimo 5 volte poi il gioco finisce. Un'ulteriore racchetta viene regalata ogni 1000 punti acquisiti fino a che non si superano i 10 000 punti. La pallina fa angoli solo di 15°, 30° e 45°.
Rispetto a Breakout aggiunge diverse caratteristiche includendo livelli alternativi, livelli bonus, e pericoli negli ultimi livelli.
Mentre il gioco originale ha un protagonista indefinito, successivamente a livello internazionale il personaggio fu rimpiazziato con il noto Mario, personaggio della Nintendo. Inoltre ogni livello bonus (accessibile ogni quattro livelli) presenta sprite di personaggi o creature del franchise di Mario, tra cui Koopa Troopa, Calamako, Pianta Piranha, Pallottolo Bill, Goomba, Pesce Smack e Bowser.

## Sviluppo
Insieme a Tetris e Radar Mission, Alleyway è stato uno dei primi videogiochi sviluppati da Nintendo Research & Development 1 per Game Boy. Il motore del gioco è stato successivamente riutilizzato per Kirby's Block Ball.

## Accoglienza
Il gioco è stato paragonato a Super Breakout e Arkanoid, nonostante la mancanza di power-up.